# 2022年のオールプロチーム
2022年のオールプロチームは、NFLの2022年シーズンのパフォーマンスに基づいて、AP通信（AP）、プロフットボール記者協会（PFWA）、スポーティングニュース（TSN）によって選出されたものである。いずれかのチームのファーストチームに選ばれた選手は、「オールプロ」に選ばれた選手とみなされる。ファーストチームとセカンドチームを選出するAP通信からは、50人のNFL専門の記者及び放送局の専門家が携わっている。また、スポーティングニュースからは、NFL選手や幹部の投票で、プロフットボール記者協会からは、NFLを専門とするメディアメンバーから300人以上が選ばれている。

## 各チームからの選抜者数 (AP通信)
| チーム                             | 選抜者数 |
| ---------------------------------- | -------- |
| ボルチモア・レイブンズ             | 3        |
| バッファロー・ビルズ               | 2        |
| シンシナティ・ベンガルズ           | 0        |
| クリーブランド・ブラウンズ         | 4        |
| デンバー・ブロンコス               | 2        |
| ヒューストン・テキサンズ           | 0        |
| インディアナポリス・コルツ         | 0        |
| ジャクソンビル・ジャガーズ         | 0        |
| カンザスシティ・チーフス           | 6        |
| ラスベガス・レイダース             | 3        |
| ロサンゼルス・チャージャーズ       | 1        |
| マイアミ・ドルフィンズ             | 1        |
| ニューイングランド・ペイトリオッツ | 1        |
| ニューヨーク・ジェッツ             | 3        |
| ピッツバーグ・スティーラーズ       | 1        |
| テネシー・タイタンズ               | 2        |

| チーム                       | 選抜者数 |
| ---------------------------- | -------- |
| アリゾナ・カージナルス       | 0        |
| アトランタ・ファルコンズ     | 1        |
| カロライナ・パンサーズ       | 0        |
| シカゴ・ベアーズ             | 0        |
| ダラス・カウボーイズ         | 3        |
| デトロイト・ライオンズ       | 1        |
| グリーンベイ・パッカーズ     | 2        |
| ロサンゼルス・ラムズ         | 1        |
| ミネソタ・バイキングス       | 3        |
| ニューオーリンズ・セインツ   | 1        |
| ニューヨーク・ジャイアンツ   | 2        |
| フィラデルフィア・イーグルス | 6        |
| サンフランシスコ・49ers      | 6        |
| シアトル・シーホークス       | 0        |
| タンパベイ・バッカニアーズ   | 1        |
| ワシントン・コマンダース     | 1        |